# 9S18
9S18 (ros. 9С18, 9С18 «Купол», w kodzie NATO Tube Arm) – rosyjski trójwspółrzędny radar pracujący w zakresie fal centymetrowych, przeznaczony do obserwacji okrężnej lub sektorowej przestrzeni powietrznej na potrzeby jej kontroli na rzecz obrony powietrznej lub kontroli ruchu powietrznego. Wykorzystywany do wykrywania i wskazywania celów powietrznych dla systemów przeciwlotniczych 9K37 Buk i 9K330 Tor

## Historia
W 1977 r. rozpoczęto prace konstrukcyjne nad stworzeniem nowej stacji radarowej. Prowadzono je niezależnie od rozwoju systemu 9K37 Buk. Zadaniem zespołu konstruktorów z Instytutu Badawczo-Rozwojowego Przyrządów Pomiarowych (ros. Научно-исследовательский институт измерительных приборов), kierowanych przez Aleksandra Pawłowicza Wietoszko (ros.Александра Павловича Ветошко), było stworzenie radaru mającego zabezpieczać przestrzeń powietrzną na poziomie dywizji. Do jego stworzenia wykorzystano podwozie z systemu 2K11 Krug, odmienne od zastosowanego w Buku. W trakcie prac konstrukcyjnych dostosowano radar do komunikacji z mobilnym stanowiskiem dowodzenia 9S470, które kieruje pracą systemu 9K37 Buk. Produkcję seryjną radaru wdrożono w Zakładach Mechanicznych w Uljanowsku.
Po wdrożeniu do eksploatacji systemu Buk armia ZSRR zażądała jego modernizacji pozwalającej na skuteczniejsze zwalczanie rakiet manewrujących i śmigłowców, zwiększenie prawdopodobieństwa zniszczenia celu, a także zapewnienia możliwości niszczenia operacyjno-taktycznych rakiet balistycznych. W radarze wprowadzono antenę fazową oraz zamontowano go na podwoziu GM-567M, jednolitym dla systemu Buk. Zmodernizowany radar dostosowano również do współpracy z systemem przeciwlotniczym 9K330 Tor. Od 1983 r. wszedł do służby.

## Opis techniczny
Pierwotnie wyposażenie stacji radarowej było zamontowane na zmodyfikowanym podwoziu samobieżnym „Obiekt 124” rodziny SU-100P. Po modyfikacji zamontowano je na podwoziu gąsienicowym GM-567M, całość waży 28,5 tony. Obrót anteny zapewnia system hydrauliczny, dubluje go system z napędem elektrycznym. Pełny obrót anteny zajmuje, w zależności od ustawień, od 4,5 do 18 sekund. W przypadku zawężenia przeszukiwanego sektora do 30° jego przeszukanie zajmuje od 2,5 do 4,5 s. Radar wykrywa cele powietrzne z odległości 110-120 km, poruszające się na niskim pułapie (ok. 30 metrów) z odległości 45 km. Trzyosobowa załoga zapewnia przejście radaru z pozycji marszowej do bojowej w 5 minut, a ze stanu czuwania do pracy bojowej w 20 sekund. Pojazd z radarem jest w pełni autonomiczny, dysponuje własnym układem zasilania, nawigacyjnym oraz łączności.

## Wykorzystanie bojowe
Stacja radarowa została użyta podczas agresji Rosji na Ukrainę. Portal Oryx uznaje za zniszczone na pewno dwie stacje radarowe 9S18. Strona ukraińska dodatkowo podaje, że 30 sierpnia 2023 r. w rejonie Swatowa jednostka rozpoznania Głównego Zarządu Wywiadu Ministerstwa Obrony Ukrainy, we współpracy z żołnierzami sił specjalnych, zniszczyła zestaw przeciwlotniczy systemu Buk, w skład którego wchodził radar 9S18. 